# National Aquarium of New Zealand
Koordinaten: 39° 30′ 2,1″ S, 176° 55′ 8,3″ O

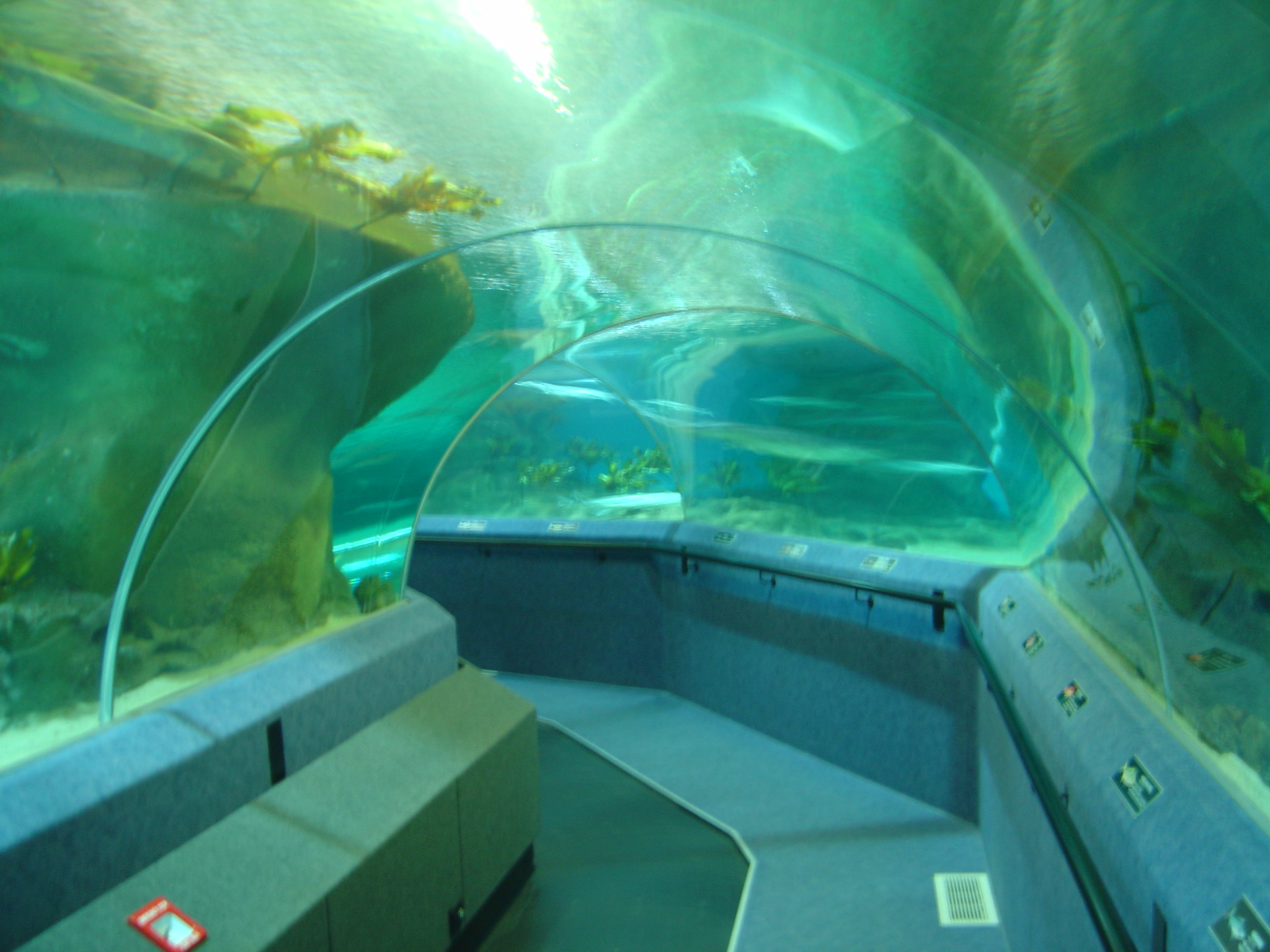
Unterwassertunnel

Das National Aquarium of New Zealand ist ein Schauaquarium, das sich in Napier in der Region Hawke’s Bay auf der Nordinsel in Neuseeland befindet. Das Aquarium ist bei der Zoo and Aquarium Association (ZAA) akkreditiert.

## Geschichte
Im Jahr 1954 stattete der Schuhhändler Les Mills sein Geschäft mit einem großen Goldfischbecken aus. Es wurde überwiegend mit tropischen Fischen, die sein Sohn gekauft hatte, besetzt. Das Schaubecken erwies sich als außerordentlich beliebt. Der Thirty Thousand Club in Napier, bei dem Mills Mitglied war, spendete 500 £, um ein öffentliches Aquarium im Keller der Napier’s War Memorial Hall einzurichten, das am 14. Dezember 1957 in Betrieb genommen wurde. Knapp zwanzig Jahre später, im Jahr 1976 zog das Aquarium in ein größeres, neu errichtetes Gebäude am südlichen Ende der Marine Parade um. Dieses architektonisch beeindruckende neue Gebäude zog im ersten Jahr mehr als 230.000 Besucher an.
2002 wurde das Aquarium mit einem Aufwand von 8,0 Millionen $ gründlich überholt und mit einem 1,5 Millionen Liter Wasser fassenden Becken ausgestattet. Es wurde in National Aquarium of New Zealand umbenannt und nach der Restaurierung am 14. März 2002 von der Premierministerin Neuseelands Helen Clark wiedereröffnet.

## Anlagenkonzept und Tierbestand
Im National Aquarium of New Zealand werden etwa 100 Arten gehalten, die sich aus Fischen, Amphibien, Reptilien und Vögeln zusammensetzen. Das Aquarium zeigt eine breite Palette von Salzwasser-, Süßwasser- und Küstenbiotopen der ganzen Welt. Es gibt folgende Anlagen:
- Pania Reef Tank, das größte Becken des Aquariums. Der Pania-Rifftank ist eine Nachbildung eines 500 Meter nördlich des Hafens von Napier gelegenen Riffs. Die Abmessungen des Beckens sind: 24 m lang, 30 m breit und 3 m tief.
- Oceanarium, ein großes Salzwasserbecken, das einen begehbaren durchsichtigen Acrylglas-Unterwassertunnel enthält.
- Coral Reef, ein nachgebildetes Korallenriff.
- Rocky Shore, eine Anlage, die die Gezeiten der Meere simuliert.
- Flooded Forest, ein Süßwasserbecken, das mit üppiger Vegetation umgeben ist.
- Penguin Cove, eine Anlage für Zwergpinguine.
- Native NZ Icons, ein Bereich, in dem die Fauna Neuseelands vorgestellt wird, speziell Kiwis und Brückenechsen.
- Reptiles & Amphibiens, eine Abteilung in der u. a. Australische Wasseragamen, Wasserschildkröten und Froschlurcharten gehalten werden.
- East Coast Lab ist ein Bildungszentrum, das u. a. über Erdbeben, Seebeben, Tsunamis und Vulkanausbrüche informiert.

## Arterhaltungs- und Schutzprogramme
Das National Aquarium of New Zealand arbeitet mit Schulen, Wissenschaftlern und diversen Naturschutzorganisationen sowohl lokal, national als auch international zusammen, um schwerpunktmäßig die natürlichen Lebensräume der aquatischen Fauna zu schützen und zu bewahren. Stellvertretend sind im Folgenden zwei lokale Projekte genannt:
- Penguin Rehabilitation Centre: Die im Aquarium gehaltenen Zwergpinguine wurden als verlassene Küken, Opfer von Hundeangriffen oder als in freier Wildbahn erkrankte Individuen aufgenommen. Einigen fehlen Flossen oder Teile davon, da sie in Fischnetze geraten waren und sich an den Schnüren verletzt hatten. Das Pinguin-Rehabilitationszentrum pflegt die kranken oder verletzten Vögel und bereitet die Rückkehr in die Wildnis vor. Einige Pinguine sind zu schwach, um in ihre natürlichen Lebensräume zurückzukehren, sodass sie im Aquarium eine dauerhafte Bleibe finden.
- Kiwi Breeding Programme: Das Nationale Aquarium von Neuseeland züchtet als Teil eines Captive-Zuchtprogramms, das die Zoo und Aquarium Association (ZAA) initiiert hat, den Nordstreifenkiwi. Diese Kiwiart wird auf der Roten Liste der Weltnaturschutzorganisation IUCN als gefährdet eingestuft. Das Projekt beinhaltet den Austausch von Individuen zwischen den beteiligten Zoos, um die genetische Vielfalt der Art zu erhalten.

## Galerie
Die folgenden Bilder zeigen einige Tiere aus dem Bestand des National Aquarium of New Zealand:

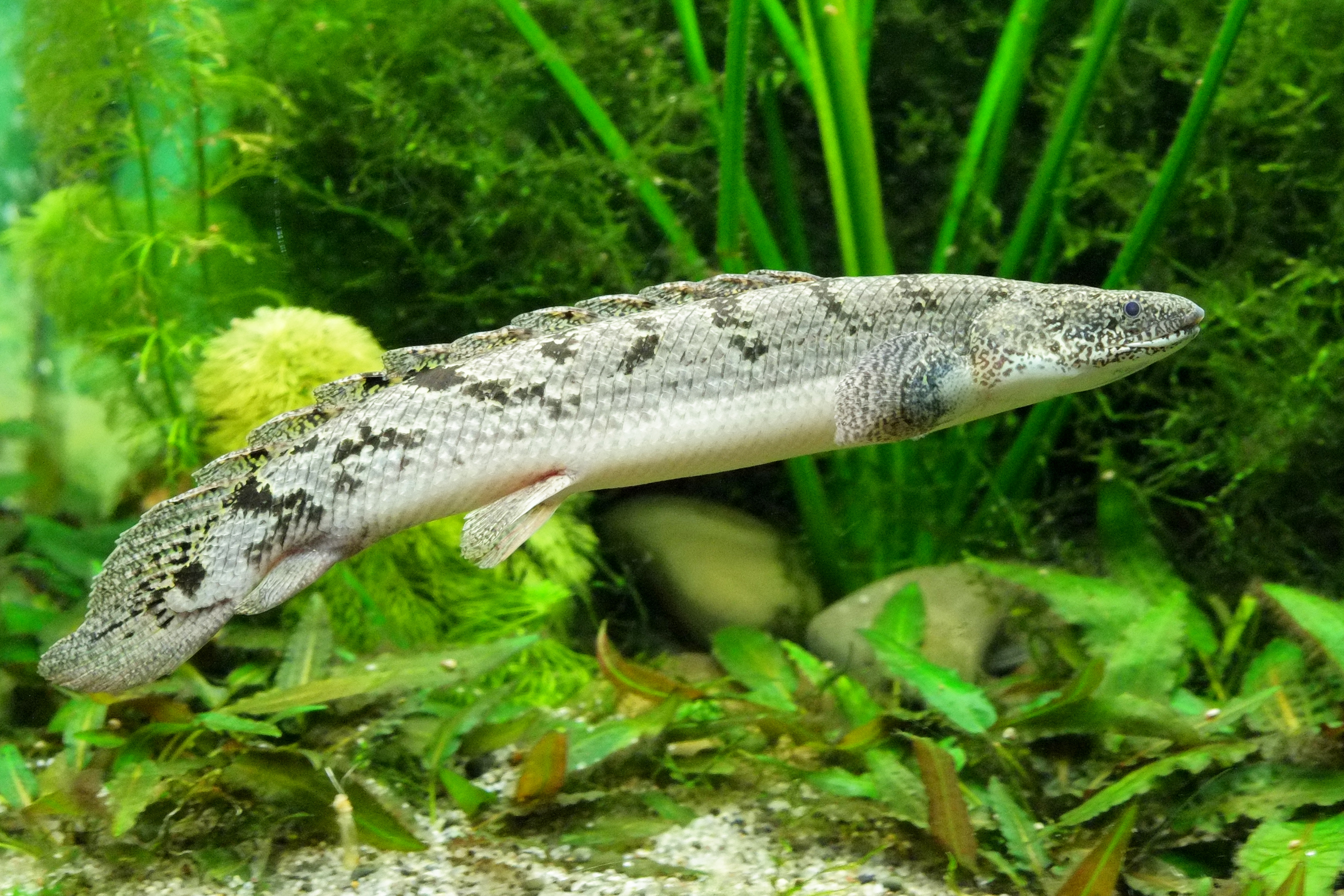
Zaire-Flösselhecht
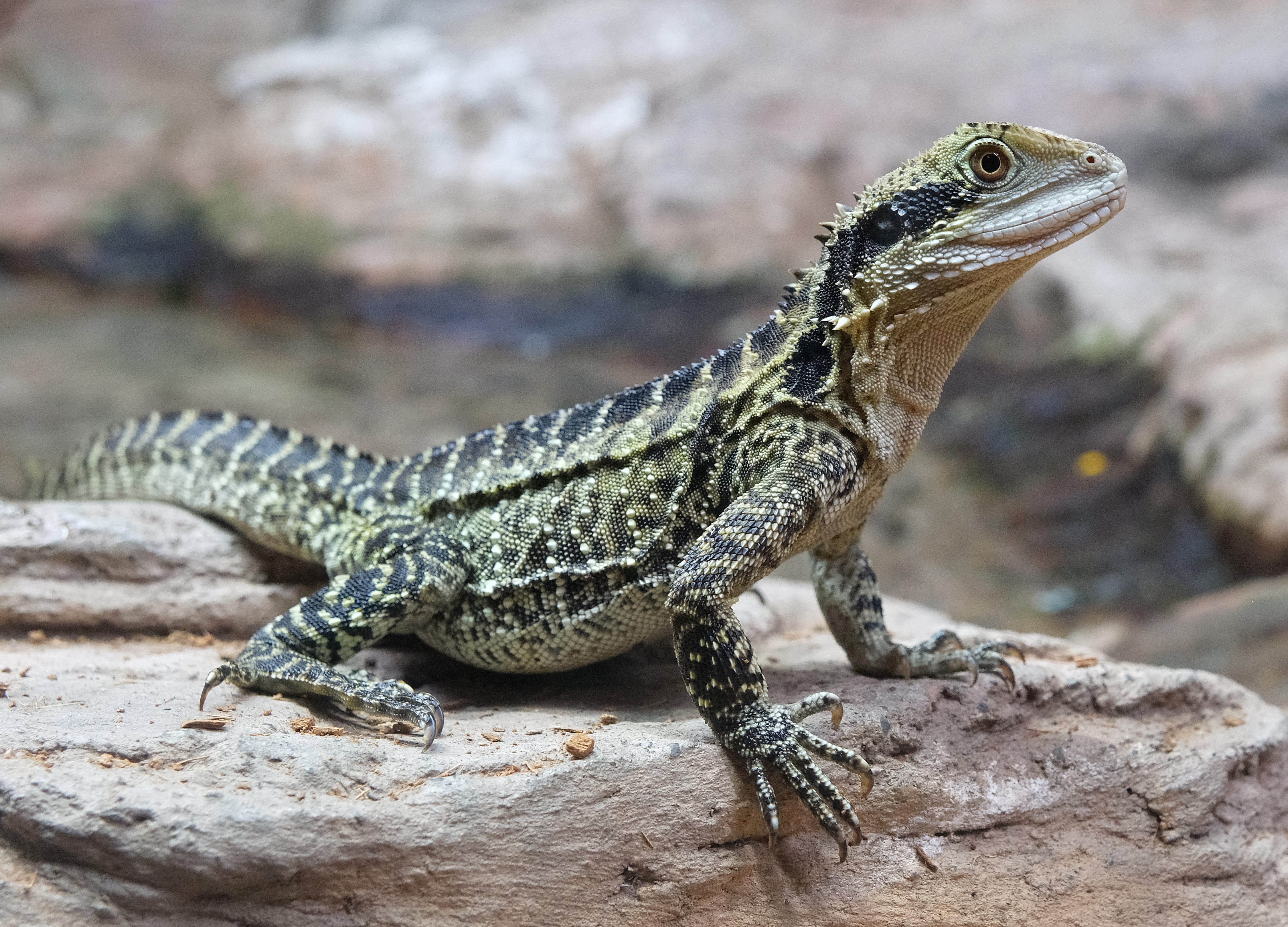
Australische Wasseragame
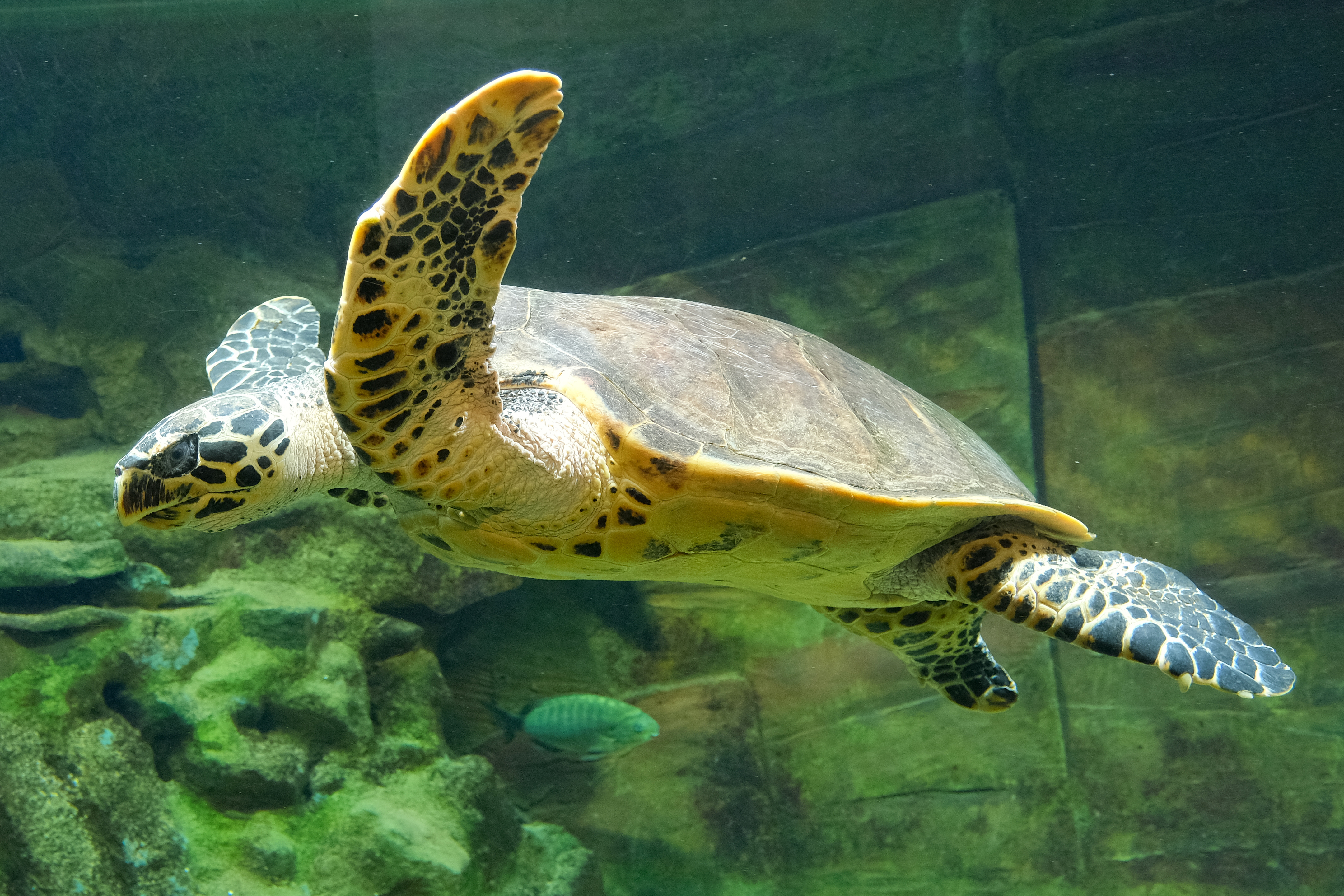
Echte Karettschildkröte
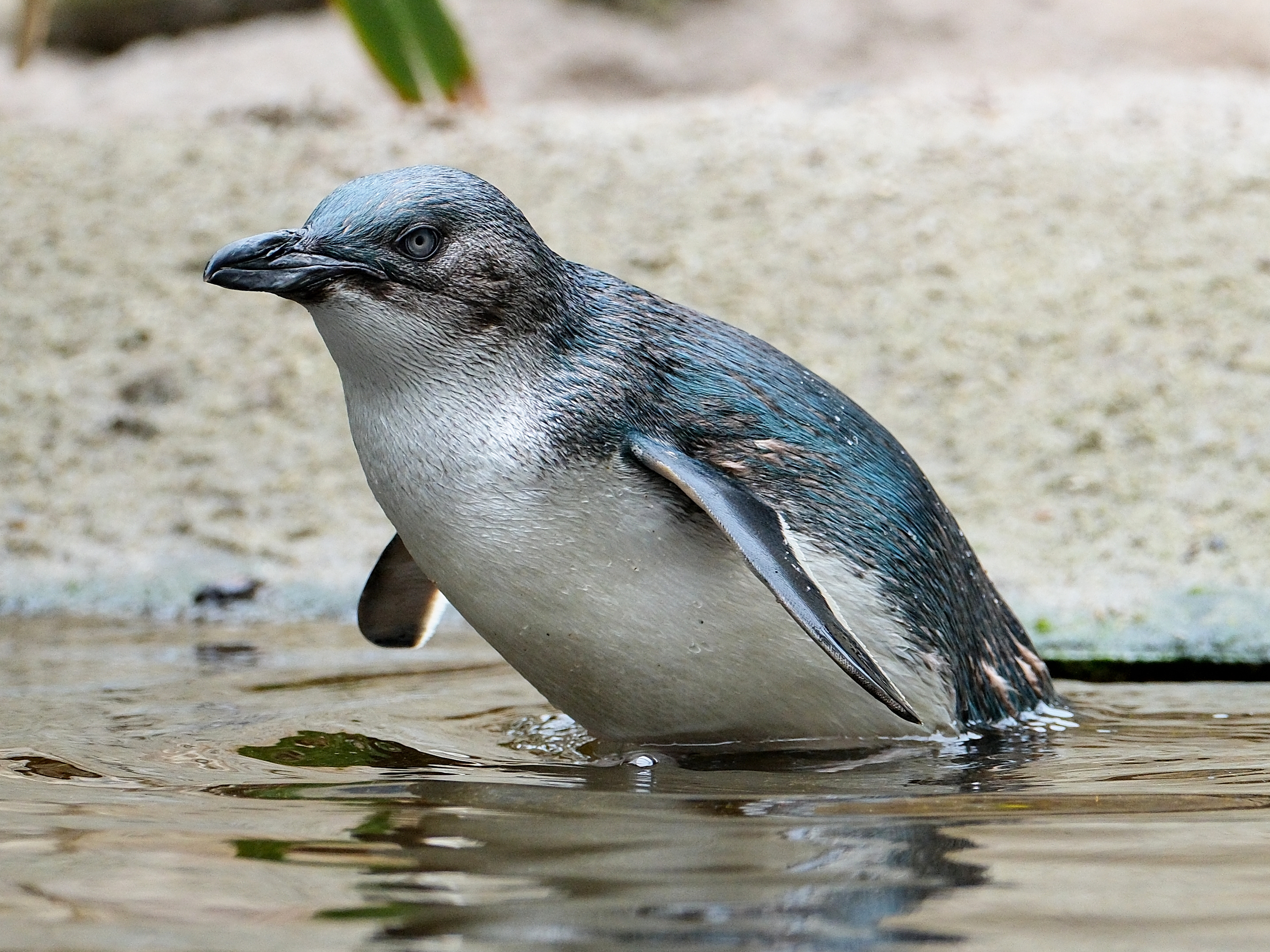
Zwergpinguin